# تحكم في أعداد الحيوانات

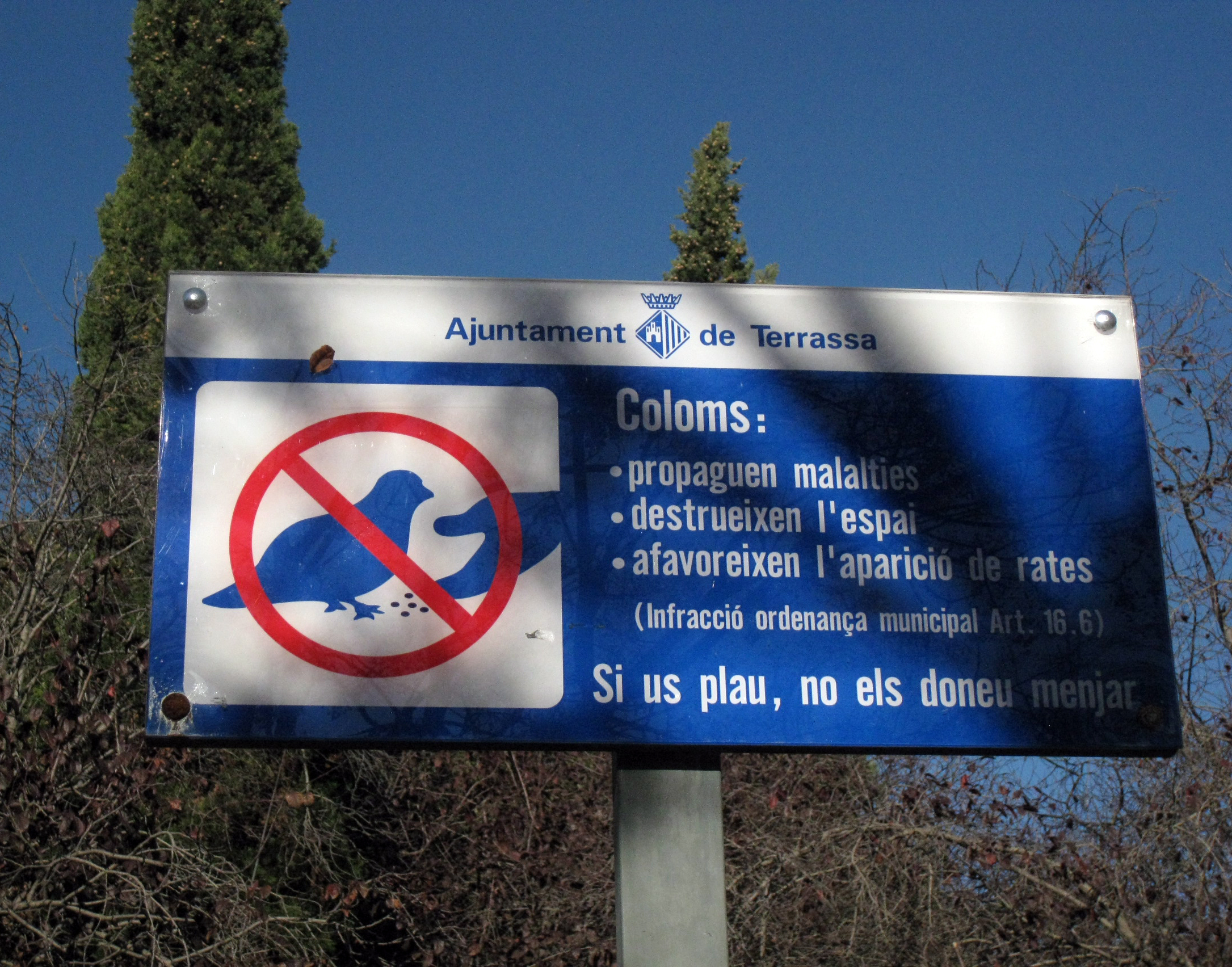

التحكم في أعداد الحيوانات هو إجراء يتخذ لتعديل زيادة أعداد أي نوع من الحيوانات بطريقة غير طبيعية، إلى جانب البشر. ويشير في العادة إلى تقليل أعداد الحيوانات حتى تظل السيطرة عليها ممكنة، وهذا نقيض حماية نوع من تعرضه لمعدلات مفرطة من الانقراض، الذي يشار إليه باسم علم حفظ البيئة.

## العوامل المؤثرة على التحكم في الأعداد
يمكن أن يتأثر التحكم في أعداد الحيوانات بعوامل عديدة. فيمكن أن يكون للبشر بالغ الأثر على أعداد الحيوانات التي يتعاملون معها بشكل مباشر. فعلى سبيل المثال، من الشائع نسبيًا (وأحيانًا يكون أيضًا مطلبًا قانونيًا) استئصال مبيض الكلاب أو إخصائها. استئصال المبيض - عملية استئصال مبايض ورحم أنثى الحيوان - المصطلح الطبي = ovariohysterectomy. الإخصاء - عملية استئصال خصيتي الحيوان الذكر - المصطلح الطبي = orchiectomy. وتؤثر أنشطة البشر المتنوعة (مثل، صيد الطرائد والزراعة وصيد السمك والتصنيع والتمدن) على أعداد الحيوانات المختلفة.
إن التحكم في أعداد الحيوانات عبارة عن إجراء يتخذ لتغيير أعداد أي نوع من الحيوانات عمدًا، بالإضافة إلى البشر. وقد يتضمن الاستنقاء أو النقل المتعمد للأنواع أو التأثير على القدرة الإنجابية. ويمكن تقليل زيادة أعداد الحيوانات باللجوء إلى عوامل بيئية، مثل إمداد الطعام أو الافتراس. وتشمل العوامل البيولوجية الرئيسية المؤثرة على زيادة الأعداد:
- الطعام - إن كمية الطعام وجودته مهمان. على سبيل المثال، لا يمكن للقواقع التكاثر بنجاح في بيئة منخفضة الكالسيوم، مهما كان حجم الطعام المتوفر، لأنها تحتاج إلى هذا المعدن لنمو الصدفة.
- الحيوانات المفترسة - مع تزايد أعداد الفرائس، يصبح من الأسهل على الحيوانات المفترسة العثور على الفرائس. وفي حالة انخفاض أعداد الحيوانات المفترسة فجأة، يمكن أن تزيد أعداد أحد الأنواع الفريسة بسرعة هائلة.
- المنافسون - يمكن أن تحتاج كائنات حية أخرى نفس الموارد من البيئة، وبالتالي تقل معدلات زيادة أحد الأنواع، على سبيل المثال، تتنافس جميع الحيوانات للحصول على الضوء. ويمكن أن تتسبب المنافسة على الأرض وعلى الأزواج في خفض الزيادة في أعداد الكائنات الفردية بشدة.
- الطفيليات - يمكن أن تتسبب في حدوث أمراض وتقليل زيادة أعداد أحد الأنواع وكذلك معدل التكاثر.

تتضمن العوامل اللاحيوية المهمة المؤثرة على زيادة أعداد الحيوانات ما يلي:
- درجة الحرارة - تعمل درجات الحرارة المرتفعة على تسريع التفاعلات المحفزة الإنزيم وزيادة الأعداد.
- وفرة الأكسجين - تؤثر على معدل إنتاج الطاقة عن طريق التنفس.
- وفرة الضوء - من أجل التمثيل الضوئي. ويمكن أن يتحكم الضوء أيضًا في دورات الاستيلاد في الحيوانات والنباتات.
- السموم والملوثات - يمكن أن ينخفض معدل نمو الأنسجة في وجود، مثلاً، ثاني أكسيد الكبريت، وربما يتأثر النجاح في التناسل بملوثات، مثل، المواد الشبيهة بالإستروجين.

## طرق التحكم الفعال في أعداد الحيوانات
كثيرًا ما يستخدم القتل الرحيم للحيوانات كملجأ أخير للتحكم في أعدادها. في أبرشية تانجيباهوا، بولاية لويزيانا، نفذت الأبرشية عملية قتل رحيم جماعية لجميع الحيوانات الموجودة في مأوى الحيوانات، بينهم 54 قطة و118 كلبًا قتلوا نتيجة تفشي أحد الأمراض على نطاق واسع بين الحيوانات.
الإخصاء هو خيار آخر متاح للتحكم في أعداد الحيوانات. نظم حدث يوم استئصال المبايض الأمريكي (Spay Day USA) السنوي رابطة يوم دوريس للحيوانات (Doris Day Animal League) للترويج لاستئصال مبايض الحيوانات الأليفة، وخصوصًا الحيوانات الموجودة في مآوي الحيوانات، بحيث تظل الأعداد تحت السيطرة.

## أمثلة
بذلت جهود عديدة للتحكم في أعداد القراد، الذي يعمل نواقل لعدد من الأمراض، وبالتالي يعرض البشر للخطر.